# 1e congresdistrict van Missouri

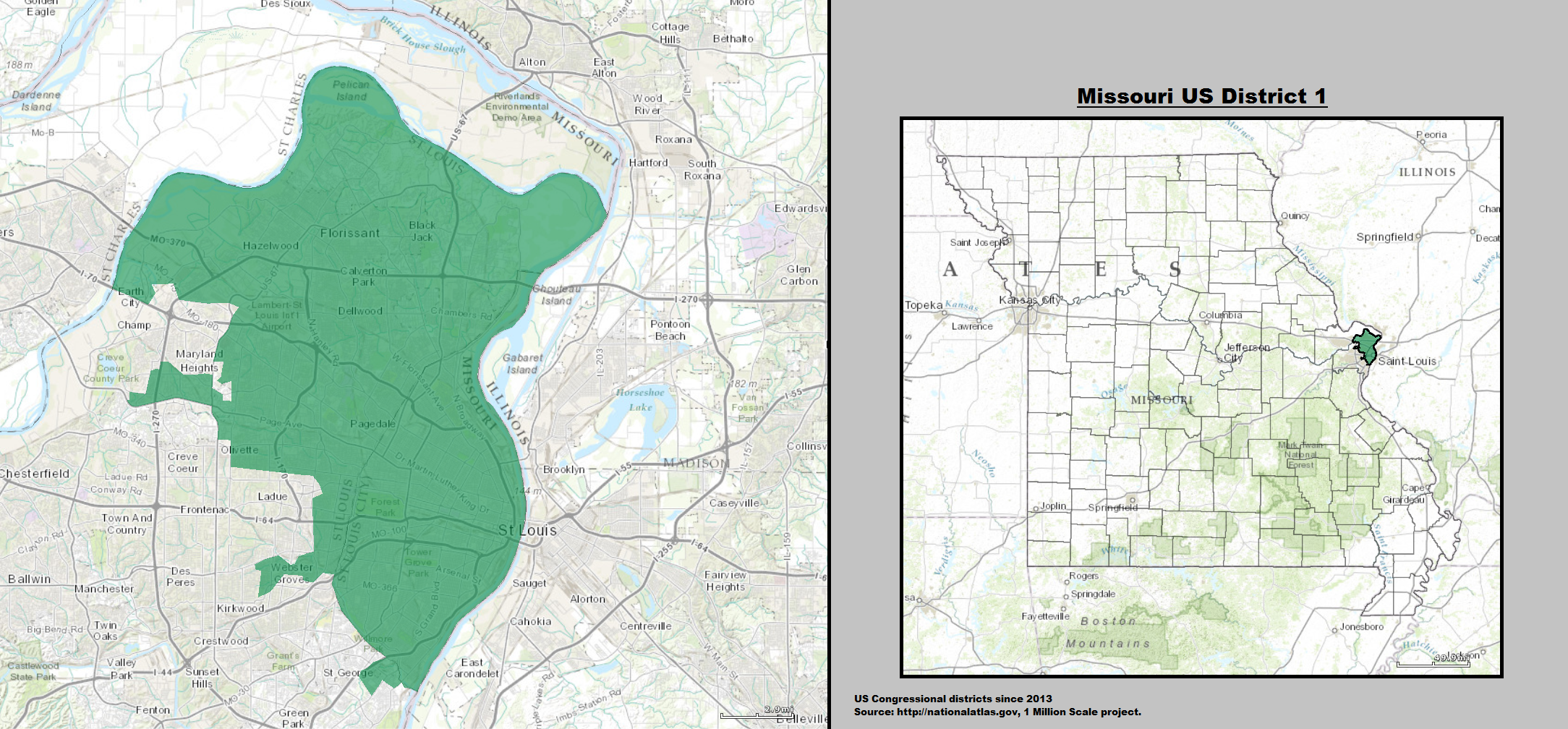
Kaart van het 1e congresdistrict van Missouri bij de aanvang van het 113e Amerikaans Congres

Het 1e congresdistrict van Missouri (MO-1) is een kiesdistrict voor het Amerikaanse Huis van Afgevaardigden.
Het relatief kleine district ligt in het oosten van de staat. Het omvat de stad St. Louis en grote delen in het noorden van St. Louis County, inclusief de steden Maryland Heights, University City, Ferguson en Florissant. De helft van de inwoners zijn Afro-Amerikanen.
Het 1e congresdistrict is het meest Democratische van Missouri en heeft een Cook Partisan Voting Index van D+29 (29% méér Democratisch dan het land als geheel). Democraten vertegenwoordigen het district sinds 1949 onafgebroken. Van 1969 tot 2001 was Bill Clay afgevaardigde, waarna zijn zoon Lacy Clay het overnam. In 2020 versloeg Cori Bush Clay in de voorverkiezingen; ze legde de eed af in 2021. Bij de presidentsverkiezingen in 2020 versloeg Joe Biden Donald Trump met 80 tegen 18%.